# Barbara Schüttpelz
Barbara Schüttpelz, née le 9 septembre 1956 à Emsdetten, est une kayakiste ouest-allemande. 

## Carrière
Barbara Schüttpelz participe aux Jeux olympiques de 1984 à Los Angeles et remporte la médaille d'argent en K-1 500 m et la médaille de bronze en K-2 500 m.

## Vie privée
Elle est l'ex-femme du céiste Detlef Lewe.